# Observatoire du développement de La Réunion
 (août 2025).
Si vous disposez d'ouvrages ou d'articles de référence ou si vous connaissez des sites web de qualité traitant du thème abordé ici, merci de compléter l'article en donnant les références utiles à sa vérifiabilité et en les liant à la section « Notes et références ».
Anciennement connu sous le nom d'Observatoire départemental de la Réunion, l'Observatoire du développement de la Réunion ou ODR est une association régie par la loi de 1901 fondée par l'universitaire René Squarzoni en 1988 et faisant office depuis lors d'observatoire économique et social de l'île de La Réunion, département d'outre-mer français dans l'océan Indien.

## Situation
Installés dans un immeuble du boulevard de Saint-Denis baptisé en l'honneur du poète Auguste Lacaussade, les locaux de l'ODR surplombent la Rivière Saint-Denis et jouissent d'une vue agréable sur les remparts menant à La Montagne depuis le centre-ville. Ils sont situés à cinq minutes de marche du siège du Conseil général de La Réunion, le principal financeur de l'association depuis sa création.
Fin 2008, la structure est en cours de dissolution amiable et est reprise par le Département.

## Organismes liés
En plus de l'ODR à proprement parler, les locaux en question abritent plusieurs organismes dépendants de cette association.
- L'Observatoire de la délinquance ou ODD. Il compile depuis 1993 pour le compte de la Préfecture de la Réunion les données concernant les crimes et délits commis sur l'île qui lui sont transmises par la police et la Gendarmerie nationale.
- L'Institut austral de démographie ou IAD. Fondée en septembre 1996, cette structure a pour vocation la mise en commun d'informations concernant la démographie des pays riverains de l'océan Indien. Elle organise un séminaire international tous les ans.
- Futurs Réunion. Il s'agit d'un groupe local de réflexion créé en 1998 afin de proposer aux décideurs des éléments de prospective concernant l'île[1].

## Travaux
À la date du 10 avril 2006, l'ODR avait publié à lui seul un total de 55 rapports dans sa collection Notes d'information, 74 dans la collection Études & Synthèses et 53 dans la collection Documents. Les dernières parutions concernaient respectivement les allocataires du RMI de 50 ans et plus, les adolescents et la vie quotidienne avec un handicap.